# سد الذرائع
سد الذرائع هو أحد أصول الفقه الإسلامي المجمع -في الجملة- على حجيته. والذريعة عند علماء الأصول هي ما يُتوصل به إلى الشيء الممنوع المشتمل على مفسدة.
وبالتالي الذريعة عبارة عن أمر غير ممنوع لنفسه يخاف من ارتكابه الوقوع في ممنوع.

## أمثلة عن قاعدة سد الذريعة من القرآن
ذُكر في القرآن:﴿وَلَا تَسُبُّوا الَّذِينَ يَدْعُونَ مِنْ دُونِ اللَّهِ فَيَسُبُّوا اللَّهَ عَدْوًا بِغَيْرِ عِلْمٍ كَذَلِكَ زَيَّنَّا لِكُلِّ أُمَّةٍ عَمَلَهُمْ ثُمَّ إِلَى رَبِّهِمْ مَرْجِعُهُمْ فَيُنَبِّئُهُمْ بِمَا كَانُوا يَعْمَلُونَ ۝١٠٨﴾ منع من سب آلهتهم مخافة مقابلتهم بمثل ذلك.

وقول الله: ﴿وَاسْأَلْهُمْ عَنِ الْقَرْيَةِ الَّتِي كَانَتْ حَاضِرَةَ الْبَحْرِ إِذْ يَعْدُونَ فِي السَّبْتِ إِذْ تَأْتِيهِمْ حِيتَانُهُمْ يَوْمَ سَبْتِهِمْ شُرَّعًا وَيَوْمَ لَا يَسْبِتُونَ لَا تَأْتِيهِمْ كَذَلِكَ نَبْلُوهُمْ بِمَا كَانُوا يَفْسُقُونَ ۝١٦٣﴾ فحرم عليهم تبارك وتعالى الصيد في يوم السبت، فكانت الحيتان تأتيهم يوم السبت شرعا، أي ظاهرة، فسدوا عليها يوم السبت وأخذوها يوم الأحد، وكان السد ذريعة للاصطياد، فمسخهم الله قردة وخنازير، وذكر الله لنا ذلك معنى التحذير عن ذلك، وقول الله في كتابه لآدم وحواء ﴿ولا تقربا هذه الشجرة.﴾  وقد تقدم.

## أمثلة من السنة
وأما السنة فأحاديث كثيرة ثابتة صحيحة، منها حديث عائشة أن أم حبيبة وأم سلمة ذكرتا كنيسة رأياها بالحبشة فيها تصاوير لرسول، فقال رسول: (إن أولئك إذا كان فيهم الرجل الصالح فمات بنوا على قبره مسجدا وصوروا فيه تلك الصور أولئك شرار الخلق عند الله). قال العلماء: ففعل ذلك أوائلهم ليتأنسوا برؤية تلك الصور ويتذكروا أحوالهم الصالحة فيجتهدون كاجتهادهم ويعبدون الله عز وجل عند قبورهم، فمضت لهم بذلك أزمان، ثم أنهم خلف من بعدهم خلوف جهلوا أغراضهم، ووسوس لهم الشيطان أن آباءكم وأجدادكم كانوا يعبدون هذه الصورة فعبدوها، فحذر النبي عن مثل ذلك،
وشدد النكير والوعيد على من فعل ذلك، وسد الذرائع المؤدية إلى ذلك فقال: (اشتد غضب الله على قوم اتخذوا قبور أنبيائهم وصالحيهم مساجد) وقال: (اللهم لا تجعل قبري وثنا يعبد).
و«روى مسلم عن النعمان بن بشير» قال: سمعت رسول الله صلى الله عليه وسلم يقول: (الحلال بيّن والحرام بين وبينهما أمور متشابهات فمن اتقى الشبهات استبرأ لدينه وعرضه ومن وقع في الشبهات وقع في الحرام كالراعي يرعى حول الحمى يوشك أن يقع فيه) الحديث، فمنع من الإقدام على الشبهات مخافة الوقوع في المحرمات، وذلك سدا للذريعة.
وقال: (لا يبلغ العبد أن يكون من المتقين حتى يدع ما لا بأس به حذرا مما به البأس). وقال: (إن من الكبائر شتم الرجل والديه) قالوا: يا رسول الله وهل يشتم الرجل والديه؟ قال: (نعم يسب أبا الرجل فيسب أباه ويسب أمه فيسب أمه). فجعل التعرض لسب الآباء كسب الآباء.
وقال: (إذا تبايعتم بالعينة وأخذتم أذناب البقر ورضيتم بالزرع وتركتم الجهاد سلط الله عليكم ذلا لا ينزعه منكم حتى ترجعوا إلى دينكم). وقال أبو عبيد الهروي: العينة هو أن يبيع الرجل من رجل سلعة بثمن معلوم إلى أجل مسمى، ثم يشتريها منه بأقل من الثمن الذي باعها به. قال: فإن اشترى بحضرة طالب العينة سلعة من آخر بثمن معلوم وقبضها ثم باعها من طالب العينة بثمن أكثر مما اشتراه إلى أجل مسمى ثم باعها المشتري من البائع الأول بالنقد بأقل من الثمن فهذه أيضا عينة، وهي أهون من الأولى، وهو جائز عند بعضهم. وسميت عينة لحصول النقد لصاحب العينة، وذلك لأن العين هو المال الحاضر والمشتري إنما يشتريها ليبيعها بعين حاضر يصل إليه من فوره.
وروى ابن وهب عن مالك أن أم ولد لزيد بن الأرقم ذكرت لعائشة أنها باعت من زيد عبدا بثمانمائة إلى العطاء ثم ابتاعته منه بستمائة نقدا، فقالت عائشة: بئس ما شريت، وبئس ما اشتريت! أبلغي زيدا أنه قد أبطل جهاده مع رسول الله صلى الله عليه وسلم إن لم يتب. ومثل هذا لا يقال بالرأي، لأن إبطال الأعمال لا يتوصل إلى معرفتها إلا بالوحي، فثبت أنه مرفوع إلى النبي صلى الله عليه وسلم الله عليه وسلم. وقال عمر بن الخطاب: دعوا الربا والريبة. ونهى ابن عباس عن دراهم بدراهم بينهما حريزة.روابط ذات صلة ارجوا الله ان ينفع بها وتحروا البحث الدقيق
والحديث عَنْ أَبِي هُرَيْرَةَ عَنْ النَّبِيِّ صَلَّى اللَّهُ عَلَيْهِ وَسَلَّمَ قَالَ:«الْقَاتِلُ لا يَرِثُ» رواه الترمذي في سننه، كتاب: الفرائض عن رسول الله، باب: ما جاء في إبطال ميراث القاتل. فيه سد لذريعة القتل.

## الهوامش
1. ↑  مصطفى مخدوم. قواعد الوسائل. دار كنوز إشبيليا. ص. 371-372.
2. ↑  وهبة الزحيلي:أصول الفقه الإسلامي،دار الفكر،دمشق،ج2،ص873.
3. ↑  الأنعام: 108
4. ↑  الأعراف: 163
5. ↑  البقرة: 35
6. ↑  أخرجه البخاري ومسلم
7. ↑  رواه الترمذي في سننه،كتاب:الفرائض عن رسول الله،باب:ما جاء في إبطال ميراث القاتل.